# Hybridphotodetektor
Ein Hybridphotodetektor (engl. hybrid photo detector – HPD, oder hybrid photomultiplier tube – HPMT), teils auch verkürzt als Hybriddetektor bezeichnet, ist ein Gerät zum Nachweis von sehr geringen Lichtmengen. Der Name leitet sich davon ab, dass die Funktionsweise dieses Detektors einem Hybrid aus einem Photomultiplier und einer Avalanche-Photodiode entspricht. Ursprünglich für die Teilchenphysik entwickelt wird er in manchen Spielarten der Fluoreszenzmikroskopie eingesetzt, beispielsweise in der Konfokalmikroskopie, der Fluoreszenzlebensdauer-Mikroskopie und der Fluoreszenz-Korrelations-Spektroskopie.

## Aufbau und Funktionsweise

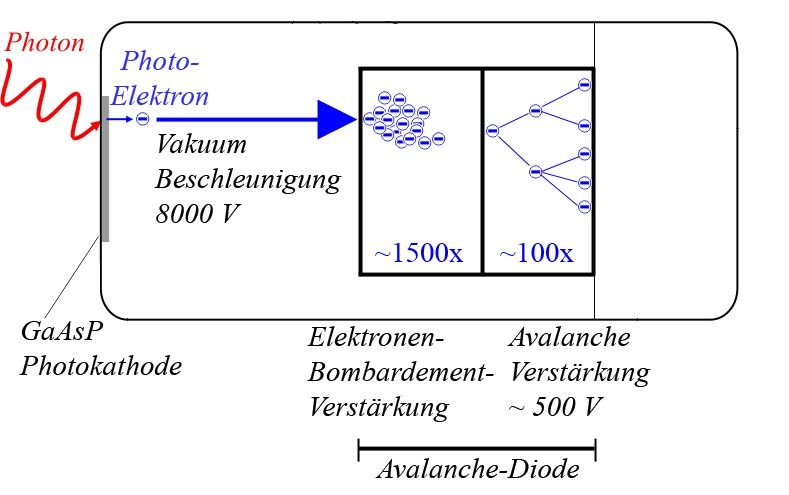
Schematischer Aufbau eines Hybridphotodetektors

Ein ankommendes Photon muss auf die Photokathode auftreffen, um eine Reaktion auslösen zu können. Der Prozentsatz der ankommenden Photonen, der tatsächlich zur Freisetzung eines Elektrons führt, wird als Quantenausbeute (englisch quantum efficiency, QE) bezeichnet. Dieses erste Elektron wird als Photoelektron bezeichnet. Als Material für die Photokathode kann Galliumarsenidphosphid (GaAsP) eingesetzt werden, das im Vergleich zu alternativen Materialien eine hohe Quantenausbeute von bis zu 45 % erreicht.
Das Photoelektron wird anschließend im Vakuum durch eine Hochspannung von zum Beispiel 8000 Volt stark beschleunigt, um auf einem Halbleiter-Element, der Avalanche-Diode, einzuschlagen. Dieses Einschlagen wird als Elektronenbombardement bezeichnet. Durch das Einschlagen werden im Halbleiter zahlreiche Elektronen freigesetzt, so dass es zu einer über tausendfachen Vervielfältigung des ursprünglichen Photoelektrons kommt. Die entstandenen Elektronen werden in der anschließenden Avalanche-Diode weitere fünfzig bis hundertmal vervielfältigt, so dass je nach Detektortyp und angelegter Spannung für jedes Photoelektron 50.000 bis 150.000 Elektronen erzeugt werden, genug um sie mit Hilfe eines Verstärkers nachweisen zu können.

## Vor- und Nachteile im Vergleich zu Photomultipliern
Während bei Photomultipliern eine Vervielfachung des Photoelektrons an den 8 bis 12 Dynoden in aufeinander folgenden Schritten geschieht, sind es beim Hybridphotodetektor nur zwei Schritte. Durch die hohe Vervielfältigung beim ersten Schritt sind die relativen statistischen Schwankungen (englisch gain fluctuation) hier viel niedriger als bei Photomultipliern, wo an der ersten Dynode (wie an den folgenden) nur eine Vervielfältigung um einen Faktor von etwa 3 bis 5 stattfindet. Da es an Dynoden auch zu einer Freisetzung von einem Elektron mehr oder weniger kommen kann, führt dies zu einer erheblichen statistischen Schwankung der Endzahl der erzeugten Elektronen. Hybridphotodetektoren sind durch die niedrige Schwankung in der Lage, die Anzahl der anfänglich erzeugten Photoelektronen genau zu bestimmen, solange die maximale Aufnahmekapazität nicht überschritten wird. Bei Photomultipliern lässt das erzeugte Signal dagegen durch die Schwankungen bei der Multiplikation nur ungefähr auf die Zahl der Photoelektronen zurück schließen.
Die Photokathode ist bei Hybridphotodetektoren mit zum Beispiel 8 mm2 typischerweise deutlich kleiner als bei Photomultipliern mit zum Beispiel 50 mm2. Da eine größere Photokathode zu einem größeren Dunkelstrom führt, liegt hier ein weiterer Vorteil der Hybridphotodetektoren, wenn eine große Photokathode nicht aus technischen Gründen erforderlich ist.
Helle Signale können bei Hybridphotodetektoren zu Problemen führen, da sich die Vakuum-Spannung nicht wie bei Photomultipliern beliebig herunterregulieren lässt. Auch können zu helle Signale zu Schäden an Hybridphotodetektoren führen, während Photomultiplier, die mit einer Multi-Alkali-Photokathode ausgestattet sind, schwerer zerstörbar sind. Allerdings hat eine solche Photokathode auch eine deutlich geringere Quantenausbeute.